# Mais une femme troubla la fête
Pour plus de détails, voir Fiche technique et Distribution.
Mais une femme troubla la fête (titre original : When ladies meet) est un film américain réalisé par Harry Beaumont, sorti en 1933.

## Synopsis
Un journaliste de New York, Jimmy Lee, est épris de Mary Howard, une jeune et jolie romancière à succès de vingt-huit ans. Il la demande en mariage mais à sa grande surprise, celle-ci refuse. L'univers de la jeune femme est fait de mondanités, ponctué par une liaison avec son éditeur Rogers Woodruf,un homme âgé de cinquante-trois ans. Avec sa meilleure amie,Bridget Drake, et son éditeur elle part en weekend dans une propriété paisible. Jimmy Lee décide de les suivre. Le soir, alors que Mary est dans les bras de son amant Rogers, Jimmy intervient et provoque un tumulte. Peu de temps après, une femme nommée Claire fait son apparition. Il s'avère qu'elle est l'épouse de Rogers. 

## Fiche technique
- Titre : Mais une femme troubla la fête
- Titre original : When ladies meet
- Réalisation : Harry Beaumont
- Scénario : John Meehan et Leon Gordon
- Production : Lawrence Weingarten
- Société de production : Metro-Goldwyn-Mayer
- Photographie : Ray June, assisté notamment de Lester White (deuxième cadreur, non crédité)
- Montage : Hugh Wynn
- Direction artistique : Cedric Gibbons
- Costumes : Adrian Gowns
- Pays de production :  États-Unis
- Langue : anglais
- Format : Noir et blanc
- Genre : Comédie
- Durée : 85 minutes
- Date de sortie : 
  - États-Unis : 23 juin 1933

## Distribution
- Ann Harding : Claire Woodruff
- Robert Montgomery : Jimmie Lee
- Myrna Loy : Mary Howard
- Alice Brady : Bridget Drake
- Frank Morgan : Rogers Woodruff
- Martin Burton : Walter
- Luis Alberni : Pierre

## Autour du film
- Tournage : mars 1933.
- Nomination à l'academy awards en 1933[1].
- Remake du film en 1941 avec Greer Garson, Joan Crawford, Robert Taylor et Herbert Marshall